# Exabyte
Exabyte là bội số của byte được dùng trong thông tin kỹ thuật số. Tiền tố exa dùng để lũy thừa số 1000 lên 6 lần (1018) trong hệ thống đơn vị quốc tế (SI). Trước đây, một exabyte bằng 1018 byte. Ký hiệu của exabyte là EB.
1 EB = 10006bytes = 1018bytes = 1000000000000000000B = 1000 petabyte = 1triệuterabyte = 1tỉgigabyte.